# Grosvenor Atterbury
Grosvenor Atterbury (* 7. Juli 1869 in Detroit; † 18. Oktober 1956 in Southampton (New York)) war ein US-amerikanischer Architekt, Stadtplaner und Schriftsteller. Nach dem Besuch der Yale University, einer Europareise und einem Architekturstudium an der Columbia University in New York arbeitete er im Architektur-Büro McKim, Mead & White. Viele seiner frühen Arbeiten bestanden aus Wochenendhäusern für wohlhabende Industrielle. Ab 1902 befasste sich Atterbury mit Verfahren der Rationalisierung des Wohnungsbaus.
Um 1910 (nach anderen Quellen erst 1918) erhielt er den Auftrag für den Siedlungsbau Forest Hills Gardens im New Yorker Stadtteil Queens, einem von der Russell Sage Foundation seit 1909 geförderten Gartenstadtprojekt, das den Ideen Ebenezer Howards folgte. Für dieses Bauvorhaben entwickelte er ein Verfahren der Vorfertigung von großformatigen, bis zu raumhohen Bauelementen, das als Beginn der Plattenbauweise gilt. Jedes Haus wurde aus rund 170 standardisierten Betonelementen errichtet, die industriell vorgefertigt und nach ihrer Anlieferung mit Hilfe von Kränen montiert wurden.
Die Betonplatten wurden in wiederverwendbaren Schalformen hergestellt und enthielten bereits Hohlräume als Wärmedämmung. Die fertigen Betonelemente mussten anschließend nur zweimal bewegt werden: im Werk von der Gussform auf den LKW, und vom LKW per Kran zur Montage auf der Baustelle.
Als System Atterbury wurde das Verfahren auch in Europa bekannt und 1923–25 im niederländischen Betondorp, einem Pilotprojekt im Amsterdamer Stadtteil Oost/Watergraafsmeer, adaptiert. Ab 1926 wiederum entstand mit der Kriegerheimstättensiedlung in Berlin-Friedrichsfelde (heutiger Name: Splanemann-Siedlung) die erste deutsche Plattenbau-Siedlung nach diesem Produktionsprinzip.